# 膨胀碘泡虫
膨胀碘泡虫（学名：Myxobolus tumides）为碘泡科碘泡虫属的动物。在中国，分布于湖北、江苏、浙江等，营寄生生活，寄生在青鱼的鳃、肠、鳍、心。